# Майбах
Maybach-Motorenbau GmbH (Майбах) е германска фирма, която произвежда луксозни автомобили. Тя е основана от Вилхелм Майбах и сина му Карл. Вилхелм е производител на двигатели за цепелини, а по-късно – и за големи луксозни автомобили. Днес фабричната марка Maybach е притежание на Daimler. Между 1921 и 1940 г. компанията произвежда разнообразни класически автомобили от най-висок клас.
По време на Втората световна война дизайнът и производството са пренасочени за военното приложение – Maybach проектират и произвеждат двигателите на много германски военни превозни средства и германски бронирани бойни машини като PzKpfw IV, Tiger I и Panter.
Освен това компанията произвежда дизелови двигатели за работа при тежки условия за флота и ЖП цели. Известни локомотиви с двигатели на Maybach са германския V200 и британският British Rail Class 52.
През 1960 г. „Daimler“ придобива пълно акционерство. 6 г. по-късно Maybach-Motorenbau се слива с производството на двигатели на Daimler за работа в тежки условия, за да сформира нова компания – Maybach Mercedes-Benz Motorenbau GmbH. През 1969 г. тази компания се превръща в MTU Friedrichshafen.
Maybach е преродена като фабрична марка през ранните години на 21 век под насоката на Mercedes-Benz, с производството на нов модел в 2 варианта – Maybach 57 и Maybach 62 (номерата на автомобилите са равни на дължините им в дециметри). Цените им варират от $305 000 до $357 000; те са оценени за пряко съревнование с най-добрите модели на Bentley и Rolls-Royce. През 2005 г. е добавен новият 57 S (S означава Spezial), който има по-мощен двигател от предшественика си и козметични промени, които му придават спортен вид.
През ноември 2011 г. ръководството на Daimler взема решение да спре производството на автомобилите Maybach и председателят на съвета на директорите на концерна Daimler Дитер Цетше заявява, че през 2013 г. Maybach ще прекрати съществуването си вследствие на намалелите продажби, тъй като марката не успява да стане достойна конкуренция на Bentley Motors и Rolls-Royce. През април 2012 г. компанията обявява, че продава автомобилите с отстъпка от $100 000 долара, за да се избави от складовите наличности и още в средата на август 2012 г. марката е ликвидирана.
Производството на автомобили Maybach под новото име Mercedes-Maybach е възобновено през 2015 г.

## Модели

### Класически модели
- 1919 – Maybach W1
- 1921 – Maybach W3
- 1926 – Maybach W5
- 1931 – Maybach W6
- 1929 – Maybach 12
- 1930 – Maybach DS7 Zeppelin
- 1931 – Maybach DS8 Zeppelin
- 1934 – Maybach DSH
- 1935 – Maybach SW35
- 1936 – Maybach SW38
- 1940 – Maybach SW42

### Модерни (съвременни) модели
- 2002 – Maybach 57 / 62
- 2005 – Maybach Exelero (прототипът е показан в IAA във Франкфурт)